# Lutah Maria Riggs

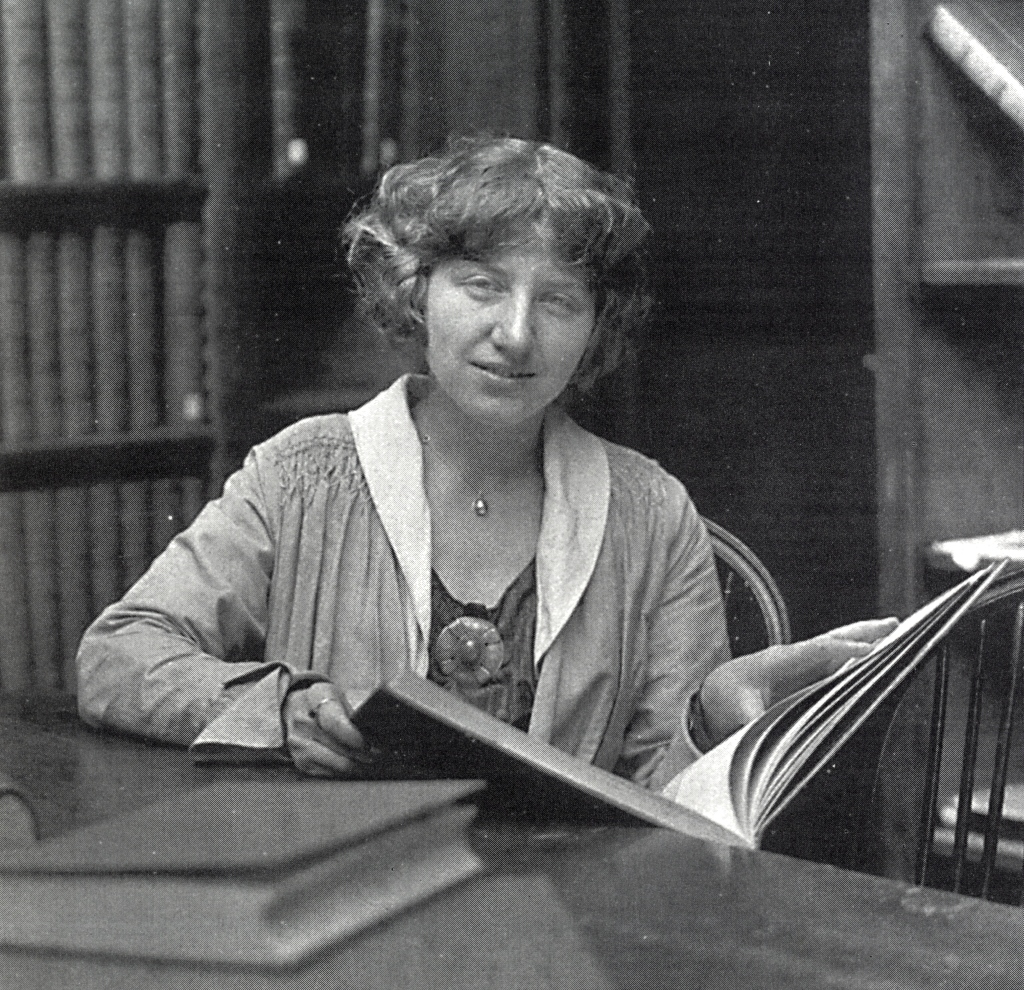
Lutah Maria Riggs 1920

Lutah Maria Riggs FAIA (geboren 31. Oktober 1896 in Toledo, Ohio; gestorben 8. März 1984 in Montecito, Kalifornien) war eine US-amerikanische Architektin. Sie gilt als Pionierin für die moderne amerikanische Architektur und realisierte Projekte überwiegend in Kalifornien. Riggs war die erste zugelassene Architektin in Santa Barbara, und die erste Frau in Kalifornien, die zum Fellow des American Institute of Architects (FAIA) ernannt wurde.

## Leben

### Jugend und Ausbildung
Lutah Maria Riggs war das einzige Kind eines Arztes und einer Hausfrau. Ihr Vater starb, als sie noch ein Kind war. Nach der erneuten Heirat der Mutter zog die Familie nach Indianapolis, Indiana. Riggs machte dort 1914 ihren Abschluss an der Manual Training High School. Danach folgten Riggs und ihre Mutter ihrem Stiefvater nach Santa Barbara, Kalifornien.
Riggs schloss ihre Schulzeit am Santa Barbara City College 1917 ab. Anschließend begann sie ein Studium an der University of California, Berkeley, wo sie 1919 ihren Bachelor of Arts in Architektur erhielt. Riggs zog noch vor Abschluss ihres Studiums zurück nach Santa Barbara, um näher bei ihrer kranken Mutter zu sein.

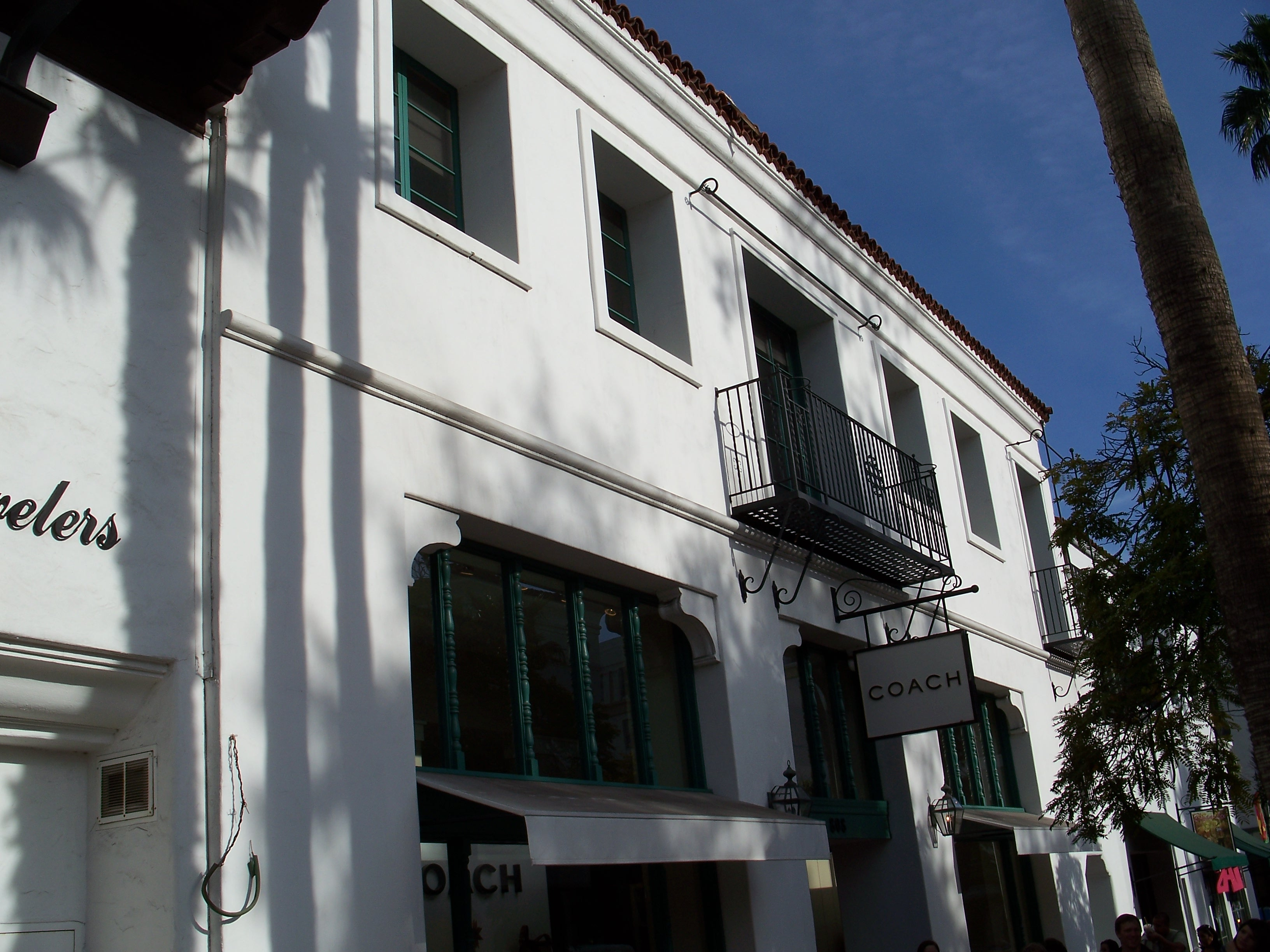
El Paseo, Santa Barbara, Kalifornien

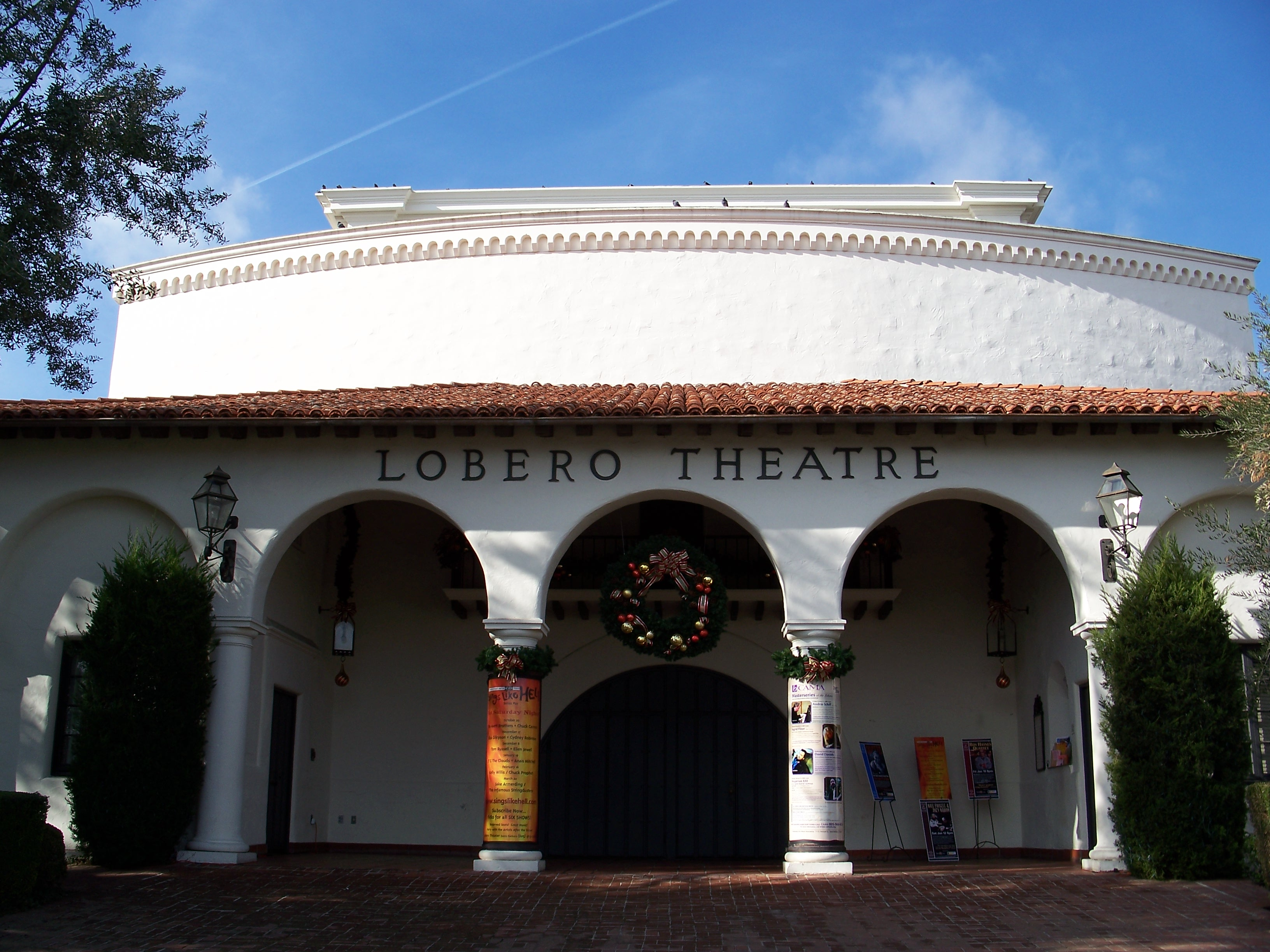
Lobero Theater, Santa Barbara, Kalifornien

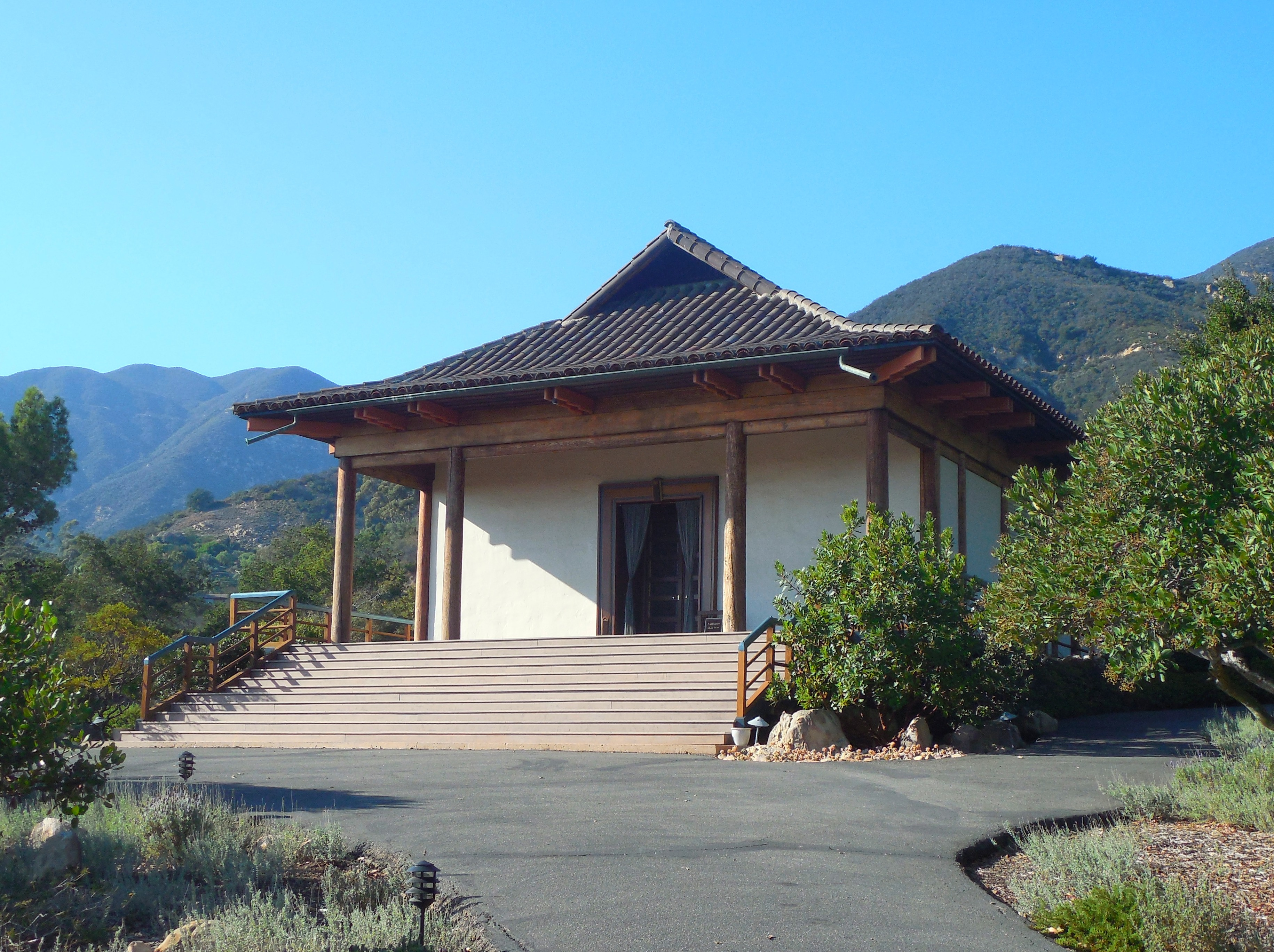
Santa Barbara Vedanta Tempel in Montecito, California

### Berufliche Karriere
Riggs begann ihre architektonische Laufbahn 1920, als sie in Susanville als Zeichnerin und Designerin für den Architekten Ralph D. Taylor arbeitete. Nach einigen Monaten Arbeit für Taylor, zog sie 1921 nach Santa Barbara und arbeitete als Zeichnerin für den Architekten George Washington Smith, der im spanischen Revival-Stil arbeitete. Smith und seine Frau waren von Riggs so angetan, dass sie für das Paar so etwas wie eine Ersatztochter wurde. Sie begleitete die Familie Smith auf deren Architekturstudienreisen nach Mexiko im Jahr 1922 und nach Europa im Jahr 1924. Ebenfalls 1924 wurde Riggs Partner in der Firma und wurde Chefzeichnerin. Riggs hatte schließlich großen Einfluss auf einen Großteil der Entwurfsarbeit des Unternehmens und war in einigen Fällen vollständig für die Gestaltung von Aufträgen verantwortlich. So war sie maßgeblich an den Entwürfen für einige der bekanntesten Gebäude von Smith beteiligt, darunter das Lobero Theatre, den historischen Komplex El Paseo und die Casa del Herrero.
Im Jahr 1928 erwarb Riggs ihre Architekturlizenz. Sie arbeitete bis 1930 für George Washington Smith, als dieser einen plötzlichen Herzinfarkt erlitt und starb. Nach einer kurzen Phase der Zusammenarbeit mit dem Kollegen Horning gründete Riggs 1931 ihr eigenes Büro, das sie bis 1942 führte. In diesen Jahren realisierte Riggs eine Reihe von Wohnhäusern für wohlhabende Kunden in der Gegend von Santa Barbara und Montecito sowie einige kommerzielle und institutionelle Projekte wie die Blaksley Library im Botanischen Garten von Santa Barbara. Sie entwarf Wohnhäuser für die Siedlung Rolling Hills auf der Halbinsel Palos Verdes südlich von Los Angeles. Während des Zweiten Weltkriegs arbeitete Riggs kurzzeitig als Bühnenbildnerin für Filme von MGM und Warner Brothers.
1945 ging Riggs eine Partnerschaft mit Arvin Shaw ein und konzentrierte sich weiterhin auf Wohnhäuser, allerdings in einem eher modernistischen Stil, wie ihr Entwurf für das Alice Erving Haus in Montecito zeigte. Das Erving-Haus ist bekannt für seine einzigartige Lage, die die Privatsphäre bewahrt und gleichzeitig einen weiten Blick auf die umliegenden Berge ermöglicht, sowie für seine raumhohen Fenster und Gewölbedecken.
1951 verließ sie die Partnerschaft und arbeitete bis 1963 im eigenen Architekturbüro. Eines ihrer berühmtesten Gebäude aus dieser Zeit ist ihr Entwurf für den Santa Barbara Vedanta Temple, der für seine Anlehnung an die frühe südindische Holztempelarchitektur bekannt ist. 1963 bis 1964 arbeitete sie mit dem Kollegen Nelson zusammen. Danach war Riggs bis 1980 als selbständige Architektin tätig.

### Engagement und Auszeichnungen
Riggs war Mitglied im örtlichen American Institute of Architects (AIA), 1941 und 1953 war sie dessen Präsidentin. 1961 wurde sie Ehrenmitglied der Association of Women in Architecture.
Im Jahr 1960 wurde Riggs zum Fellow des American Institute of Architects für „herausragende Leistungen in Design und im Dienst des Berufsstandes“ ernannt. 1967 wurde sie von der Los Angeles Times zur „Frau des Jahres“ ernannt und war damit die erste Architektin, der diese Ehre zuteilwurde.
Die Architectural Foundation of Santa Barbara hat mit dem Lutah Maria Riggs Fund ein jährliches Stipendium gestiftet, das an Architekturstudenten mit außergewöhnlichen Leistungen vergeben wird, wobei Frauen besonders berücksichtigt werden.
2013 wurde die Lutah Maria Riggs Society gegründet, um den Mut, die Kreativität und die Exzellenz der Architektin bekannt zu machen. Die Historikerin Melinda Gándara trug mit Unterstützung von  zahlreichen Mitgliedern der Lutah Maria Riggs Society Material zusammen, das in dem Film „LUTAH – A Passion for Architecture: A Life in Design“ erstmals auf dem Santa Barbara International Film Festival 2014 einem Publikum vorgestellt wurde.

## Projekte (Auswahl)
Riggs stellte eine Vielzahl von Wohnhäusern und öffentlichen Gebäuden in Kalifornien und einigen anderen US-amerikanischen Bundesstaaten fertig:
- 1928: Lutah Maria Riggs House, „Clavelitos“, Montecito, Kalifornien[11]
- 1930: Harry B. Allen Haus, Sea Cliff Cove, Santa Barbara, Kalifornien
- 1930: William H. Andrews Haus, San Ysidro Lane, Santa Barbara, Kalifornien[12]
- 1930: Templeton Crocker Haus, Pebble Beach, Kalifornien
- 1930: Gedenktafel an der Kapelle des Krematoriums Jean Ravenel Armand, Santa Barbara, Kalifornien
- 1930: Gertrude A. Collier Glasfenster für das Krematorium des Santa Barbara Friedhofs, Santa Barbara, Kalifornien
- 1930: Cypress Point Golf Club Haus, Pebble Beach, Kalifornien
- 1931: Anbau des Charles Cheney Hauses, Fishers Island, New York
- 1938: Baron und Baroness Maximilian von Romberg House, Montecito, Kalifornien
- 1936: William H. Cooper Haus, La Vina Ranco, Lompoc, Kalifornien
- 1939: Umbau des Margaret Burke Hauses, Palm Springs, Kalifornien
- 1939: Taylor Alexander Haus, Rolling Hills, Kalifornien
- 1939: Lenore Brooks Haus, Williamsburg Lane, Rolling Hills, Kalifornien
- 1939: Chadwick Seaside Schulhaus, Rolling Hills, Kalifornien
- 1940: Umbau der Kirche Jesu Christi der Heiligen der Letzten Tage, San Pedro, Kalifornien
- 1942: Blaksley Library und Herbarium im Botanischen Garten von Santa Barbara, Kalifornien[13][14]
- 1946: Percy A. Brooksbank Haus, Folded Hills Ranch, Gaviota, Kalifornien
- 1946: Umbau des Benedict E. Bogeaus Hauses, Beverly Hills, Kalifornien
- 1946: Umbau des Al J. Comparte Gästehauses, 1369 Bobolink Place, Los Angeles, Kalifornien
- 1948: Charles M. Carpenter Haus, Bel Air, Kalifornien
- 1949: Robert E. Gross Beach Haus, Carpinteria, Kalifornien; Veränderungen 1952–54 und 1962–64
- 1951: Alice Erving House, Montecito, Kalifornien[15]
- 1952: Medizinisches Gebäude Harold B. Alexander, Santa Barbara, Kalifornien
- 1954: G. Norman Bacon Haus und Umbau des Gästehauses, Hope Ranch Park, Santa Barbara, Kalifornien
- 1955: Mrs. Alfred Clark Haus, San Francisco, Kalifornien
- 1955: Richard McCurdy Ames Haus, Umbau und Erweiterung, Santa Barbara, Kalifornien
- 1955: San Ysidro Ranch Cottages, Montecito, Kalifornien[16]
- 1956: Vedanta Temple, Montecito, Kalifornien[17]
- 1956: E. Leslie Kiler House, Santa Barbara, Kalifornien[18]
- 1957: Frances Colville Haus, 6865 Del Playa Drive, Isla Vista, Kalifornien[19]
- 1958: California State Highway Commission U.S. 101 Freeway Widening Plan, Santa Barbara, Kalifornien
- 1959: C. Pardee Erdman House, Montecito, Kalifornien[20]
- 1959: Wright Ludington House, „Hesperides“, Montecito, Kalifornien[21]
- 1962: Peter Berkey III Haus, 3505 Padaro Lane, Carpinteria, Kalifornien[22]
- 1963: Dr. Busby and Mrs. William Haus, Summerland, Kalifornien
- 1963: Mrs. Charles Campbell Haus, Santa Ynez, Kalifornien
- 1964: Cate Schulbibliothek, Carpinteria, Kalifornien
- 1964: Russell Chace Haus, 47227 W. Eldorado Drive, Palm Desert, Kalifornien
- 1965: Suski Building façade, Santa Barbara, mit Victor Gruen Associates[23]
- 1965: El Paseo Arcade Shops, Santa Barbara, Kalifornien
- 1966: Außengestaltung der Bank of America, Santa Barbara, Kalifornien
- 1967: Daniel J. Donohue Garden, Los Angeles, Kalifornien
- 1968: Harry B. Allen Haus, Cape May, New Jersey
- 1973: Wright Ludington Haus, „October Hill“, Montecito
- 1974: William Bradley Haus und Scheune, 3550 Calzado Avenue, Santa Ynez, Kalifornien
- Einkaufszentrum Harry Baron, Hollywood, Kalifornien
- Lockwood Cabin, Lake Arrowhead, Kalifornien